# Lasioglossum
Lasioglossum (лат.) — крупнейший в мире род пчёл из семейства Halictidae, распространённый по всему миру, включающий более 1800 видов. Как правило, это одиночные пчёлы, гнездящиеся в почве; некоторые виды клептопаразиты.

## Биология
Почти все виды ведут одиночный образ жизни (социальные виды отмечены в крупнейших подродах Dialictus, Evylaeus, Lasioglossum s.s.). Гнездятся в почве. Большинство видов — полилектические моновольтинные. Род включает также клептопаразитов (подрод Paralictus) и сумеречные виды (подрод Sphecodogastra).
Паразитические Lasioglossum известны из восточной части Северной Америки (Paralictus Robertson = Dialictus Robertson), центральной Африки (Paradialictus Pauly) и Самоа (Echthralictus Perkinsand Cheesman). Вид Lasioglossum (Dialictus) ereptor Gibbs, 2009 (Танзания) клептопаразит или социальный паразит.

## Распространение
Основные области распространения: Голарктика, Южная Америка и Северная часть Ориентальной области. В Австралии около 350 видов. Всего из Палеарктики известно 450 видов, из которых 182 вида встречаются в Европе, 168 видов — в Турции, 145 видов — в Иране. В Азербайджане 101 вид.

## Характеристика
Сильно варьирующие по размеру (5—13 мм), окраске и скульптуре. В переднем крыле 3 субмаргинальные ячейки.

## Синонимы рода
- Lucasius Dours, 1872
- Lucasiellus Cockerell, 1905
- Lucasellus Schulz, 1911
- Curtisapis Robertson, 1918
- Homalictus Cockerell, 1919
- Echthralictus Perkins & Cheesman, 1928
- Urohalictus Michener, 1980

## Классификация
Это крупнейший по числу видов род пчёл, включающий в широкой трактовке более 1800 видов (включая Evylaeus) и десятки подродов (Australictus, Chilalictus, Dialictus, Ebmeria, Lasioglossum, Leuchalictus, Lophalictus, Sphecodogastra, Warnckenia и другие).
Иногда рассматривают в узком объёме Lasioglossum s.str. без учёта подродов Evylaeus, Ctenonomia, Homalictus и некоторых других (выделенных в отдельные роды).
Миченер (1998) разделил подроды Lasioglossum на две группы: серию Hemihalictus, которая включает все подроды с ослабленной 1-й поперечной жилкой r-m у самок, и серию Lasioglossum, которая включает все подроды с полностью склеротизованной 1-й поперечной жилкой r-m. Серия Hemihalictus включает Acanthalictus, Austrevylaeus, Evylaeus, Hemihalictus, Paradialictus, Dialictus (включая Paralictus), Sellalictus, Sphecodogastra и Sudila. Серия Lasioglossum включает Australictus, Callalictus, Chilalictus Michener, Ctenonomia, Glossalictus, Lasioglossum s.str., Parasphecodes и Pseudochilalictus. В 2025 к «слабожилковым» добавились Cnephalictus, Enigmalictus и Evyloides.
- подрод Acanthalictus Cockerell, 1924 (1 вид)[1]
  - Lasioglossum dybowskii (Radoszkowski, 1876) — Сибирь
- подрод Australictus Michener, 1965 (11 видов, Австралия)[1][8]
  - Lasioglossum lithuscum
- подрод Austrevylaeus Michener, 1965 (9 видов, Австралия и Новая Зеландия)[1] (L. mataroa Donovan 2007, L. maunga Donovan 2007, L. sordidum (Smith 1853), другие)
- подрод Callalictus Michener, 1965 (8 видов, Австралия)[1][9]
- подрод Capalictus Pauly, Gibbs & Kuhlmann, 2012[10]
  - L. hantamense — L. mosselinum — L. tigrinum — L. timmermanni
- подрод Chilalictus Michener, 1965 (142) (>134 видов, Австралия)[1][11]
  - L. (C.) bidentatulum Walker, 1999
  - L. (C.) cognatum (Smith, 1853)
  - L. (C.) impunctatum Walker, 1999
  - L. (C.) occiduum Walker, 1999
  - L. (C.) platychilum Walker, 1999
  - L. (C.) seriatum Walker, 1999
- подрод Ctenonomia Cameron, 1903 (>100 видов, Палеотропика)[1][12]
  - Lasioglossum nicolli
- подрод Dialictus Robertson, 1902 (>300 видов, Неарктика, Неотропика)[1]
  - L. (D.) aurora Engel, Hinojosa-Díaz & Yáñez-Ordóñez, 2007
  - L. (D.) cyanorugosum Engel, Hinojosa-Díaz & Yáñez-Ordóñez, 2007
  - L. (D.) oaxacacola oaxacacola Engel, Hinojosa-Díaz & Yáñez-Ordóñez, 2007
  - L. (D.) sombrerense Engel, 2011
  - L. (D.) verapaz Engel, Hinojosa-Díaz & Yáñez-Ordóñez, 2007
- подрод Ebmeria Pesenko, 1986
  - L. (Ebmeria) costulatum (Kriechbaumer, 1873)
- подрод Eickwortia McGinley 1999
- подрод Evylaeus Robertson, 1902 (>100 видов, Голарктика, тропика)[1]
  - Lasioglossum lucidulum''
  - Lasioglossum malachurum
  - Lasioglossum marginatum
- подрод Glossalictus (1 вид, Австралия)[1]
- подрод Hemihalictus Cockerell, 1897 (1 вид, Неарктика)[1]
  - Lasioglossum lustrans
- подрод Lasioglossum (>150 видов, Голарктика, Мезоамерика)[1]
  - Lasioglossum albocinctum
  - Lasioglossum discum
  - Lasioglossum laevigatum
  - Lasioglossum scitulum
- подрод Parachilalictus Pauly et al., 2013
  - Lasioglossum neocaledonicum Pauly et al., 2013[13]
- подрод Paradialictus Pauly, 1984 (1 вид, Африка, Заир)[1]
- подрод Parasphecodes Smith, 1853 (40 видов, Австралия и Новая Гвинея)[1][14]
  - Lasioglossum hybodinum
  - Lasioglossum olgae
- подрод Pseudochilalictus Michener, 1965 (1 вид, Австралия)[1]
  - Lasioglossum imitator
- подрод Sellalictus Pauly, 1984 (11 видов, Африка)[1]
- подрод Sphecodogastra Ashmead, 1899 (8 видов, Неарктика)[1][15]
  - Lasioglossum noctivagum
  - Lasioglossum oenotherae
- подрод Sudila Cameron, 1898 (6 видов, Шри-Ланка, Малайзия)[1][16]
  - Lasioglossum alphenum
- подрод Cnephalictus Walker, 2025 (Новая Зеландия)[7]
  - Lasioglossum amber Walker, 2025, Lasioglossum bernhardti Walker, 2025, Lasioglossum contaminatum (Cockerell 1910a), Lasioglossum lorienae Walker, 2025[7]
- подрод Enigmalictus Walker, 2025 (Австралия, Новая Зеландия)[7]
  - Lasioglossum blighi (Cockerell 1915) (=Halictus pertasmaniae Rayment 1953), Lasioglossum disclusum (Cockerell 1914) (= Halictus pertribuarius Rayment 1935), Lasioglossum excelsum Walker, 2025, Lasioglossum exoneuroides (Rayment 1953) (= Halictus portlandensis Rayment 1953), Lasioglossum melanurus (Cockerell 1919), Lasioglossum rufibasis (Cockerell 1923)[7]
- подрод Evyloides Walker, 2025 (Австралия, Новая Зеландия)[7]
  - Lasioglossum ewarti (Cockerell 1910a)[7]

### Виды подродаLasioglossum (Dialictus)
В составе подрода Dialictus более 385 видов, включая более 250 видов в Северной Америке.
Источник: Gibbs, 2010
- Lasioglossum abundipunctum Gibbs, 2010
- Lasioglossum achilleae (Mitchell, 1960)
- Lasioglossum admirandum (Sandhouse, 1924)
- Lasioglossum albipenne (Robertson, 1890)
- Lasioglossum albohirtum (Crawford, 1907)
- Lasioglossum anomalum (Robertson, 1892)
- Lasioglossum atwoodi Gibbs, 2010
- Lasioglossum dashwoodi Gibbs, 2010
- Lasioglossum ebmerellum Gibbs, 2010
- Lasioglossum ephialtum Gibbs, 2010
- Lasioglossum imbrex Gibbs, 2010
- Lasioglossum knereri Gibbs, 2010
- Lasioglossum lilliputense Gibbs, 2010
- Lasioglossum macroprosopum Gibbs, 2010
- Lasioglossum packeri Gibbs, 2010
- Lasioglossum prasinogaster Gibbs, 2010
- Lasioglossum reasbeckae Gibbs, 2010
- Lasioglossum sablense Gibbs, 2010
- Lasioglossum sandhousiellum Gibbs, 2010
- Lasioglossum sitocleptum Gibbs, 2010
- Lasioglossum taylorae Gibbs, 2010
- Lasioglossum timothyi Gibbs, 2010
- Lasioglossum weemsi (Mitchell, 1960)
- Lasioglossum yukonae Gibbs, 2010
- Lasioglossum zephyrum (Smith, 1853)
- Lasioglossum zophops (Ellis, 1914)

Источник: Gibbs, 2011
- Lasioglossum arantium Gibbs, 2011
- Lasioglossum ascheri Gibbs, 2011
- Lasioglossum batya Gibbs, 2011
- Lasioglossum curculum Gibbs, 2011
- Lasioglossum furunculum Gibbs, 2011
- Lasioglossum georgeickworti Gibbs, 2011
- Lasioglossum gotham Gibbs, 2011
- Lasioglossum izawsum Gibbs, 2011
- Lasioglossum katherineae Gibbs, 2011
- Lasioglossum rozeni Gibbs, 2011
- Lasioglossum trigeminum Gibbs, 2011
- Виды Lasioglossum ascheri, Lasioglossum curculum, Lasioglossum furunculum, Lasioglossum izawsum и Lasioglossum rozeni — социальные паразиты или клептопаразиты у других гнездостроящих L. (Dialictus).
- Lasioglossum smilacinae (Robertson) восстановлен из синонимии с Lasioglossum laevissimum (Smith).
- Lasioglossum nymphaearum (Robertson) восстановлен из синонимии с Lasioglossum albipenne (Robertson).
- Lasioglossum rufulipes (Cockerell) исключён из Evylaeus и включён в Dialictus.
- Lasioglossum testaceum (Robertson) исключён из Evylaeus и включён в Dialictus.
- Lasioglossum flaveriae (Mitchell) = Dialictus tahitensis Mitchell;
- Lasioglossum leucocomum (Lovell) = Dialictus otsegoensis Mitchell;
- Lasioglossum lionotum (Sandhouse) = Paralictus asteris Mitchell;
- Lasioglossum longifrons (Baker) = Lasioglossum (Chloralictus) robertsonellum Michener;
- Lasioglossum nigroviride (Graenicher) = Evylaeus pineolensis Mitchell;
- Lasioglossum simplex (Robertson) = Halictus (Chloralictus) malinus Sandhouse;
- Lasioglossum smilacinae (Robertson) = Halictus zophops Ellis, = Lasioglossum philanthanus Mitchell;
- Lasioglossum testaceum (Robertson) = Halictus (Chloralictus) scrophulariae Cockerell, = Lasioglossum (Chloralictus) sandhouseae Michener;
- Lasioglossum versans (Lovell) = Evylaeus divergenoides Mitchell.

Источник: Gardner and Gibbs, 2020
- Lasioglossum arenisaltans Gardner & Gibbs, 2020, L. argammon, L.austerum, L. cactorum, L. cembrilacus, L. clastipedion, L. clavicorne, L. decorum, L. festinum, L. imbriumbrae, L. julipile, L. lilianae, L. meteorum, L. miltolepoides, L. minckleyi, L. perditum, L. rufornatum, L. spivakae, L. tessellatosum, L. torrens Gardner & Gibbs, 2020

Источник: Gardner and Gibbs, 2023
- Lasioglossum (D.) angelicum Gardner & Gibbs, 2023, L. (D.) deludens, L. (D.) diabolicum, L. (D.) eremum, L. (D.) gloriosum, L. (D.) indagator, L. (D.) holzenthali, L. (D.) magnitegula, L. (D.) profundum, L. (D.) rufodeludens.
- Lasioglossum oblongulum Walker, 2025 (Индонезия: Западное Папуа)[7]

## Обычные виды
- Lasioglossum malachurum (Kirby, 1802) (подрод Evylaeus) — Европа